# Parbaju Toruan
Parbaju Toruan is een bestuurslaag in het regentschap Tapanuli Utara van de provincie Noord-Sumatra, Indonesië. Parbaju Toruan telt 1192 inwoners (volkstelling 2010).